# سيدي الحسن (المغرب)
سيدي الحسن جماعة قروية وقرية مغربية، تقع قرب مدينة تاوريرت على بعد 17 كيلومترا من الحدود الجزائرية. يقطنها سكان أولاد عمرو ويشكلون الأغلبية هذا بالإضافة إلى بني وجكل.[بحاجة لمصدر] ولسيدي الحسن موقع سياحي كبير منه سد الحسن الثاني الذي تم بناؤه في اواخر القرن الماضي.[بحاجة لمصدر] بالإضافة إلى ملكونة (عين) التي بناها الفرنسيون سنة 1912.[بحاجة لمصدر]